# Fuwa
De fuwa (福娃) zijn de vijf mascottes van de Olympische Zomerspelen van 2008 in Peking. Ze zijn bedacht door Han Meilin en werden op 11 november 2005 onthuld, 1000 dagen voor de opening van de Olympische Spelen.
Hun namen zijn Beibei, Jingjing, Huanhuan, Yingying en Nini en hardop uitgesproken vormen ze samen de zin Beijing huanying ni (Peking verwelkomt U).

## Mascottes
| Naam            | Dier/symbool        | Kleur | Feng Shui-element | Sport                       |
| --------------- | ------------------- | ----- | ----------------- | --------------------------- |
| Bèibei (贝贝)   | Vis                 | Blauw | Water             | Watersport                  |
| Jīngjing (晶晶) | Reuzenpanda         | Zwart | Hout              | Gewichtheffen, vechtsporten |
| Huānhuan (欢欢) | Olympische vlam     | Rood  | Vuur              | Balsporten                  |
| Yíngying (迎迎) | Tibetaanse antilope | Geel  | Aarde             | Atletiek                    |
| Nīni (妮妮)     | Zwaluw              | Groen | Metaal            | Gymnastiek                  |